# Interzone perceptible

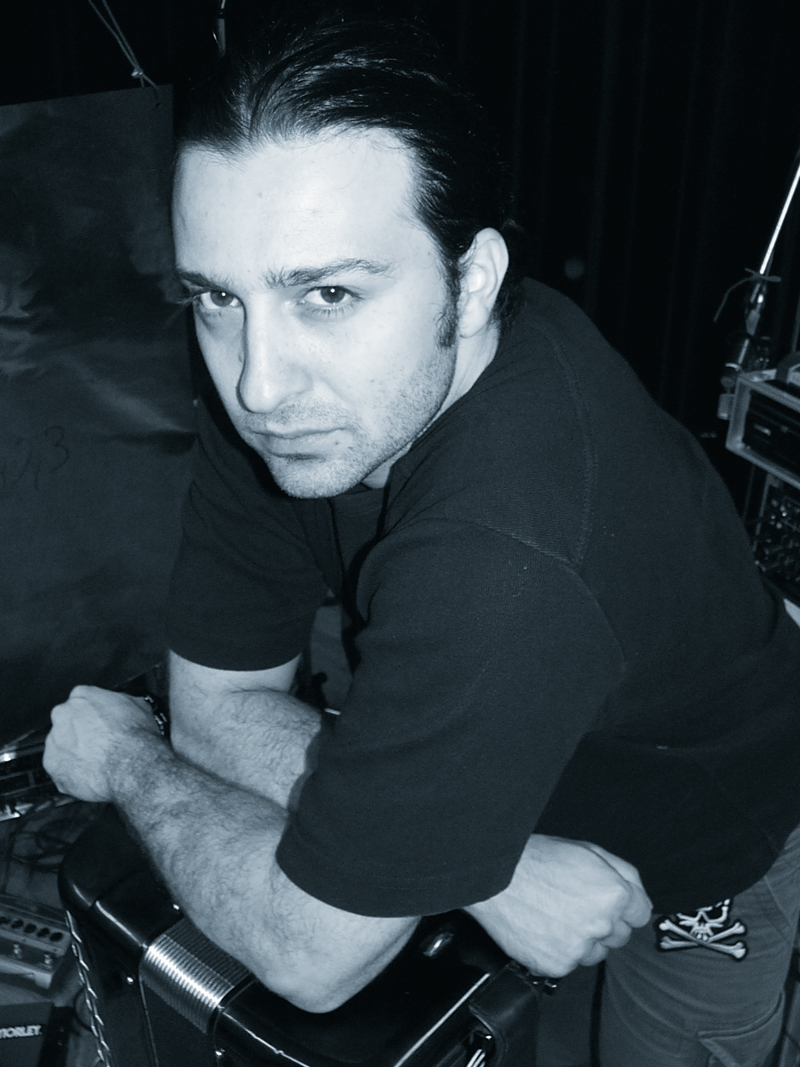
Sven Hermann

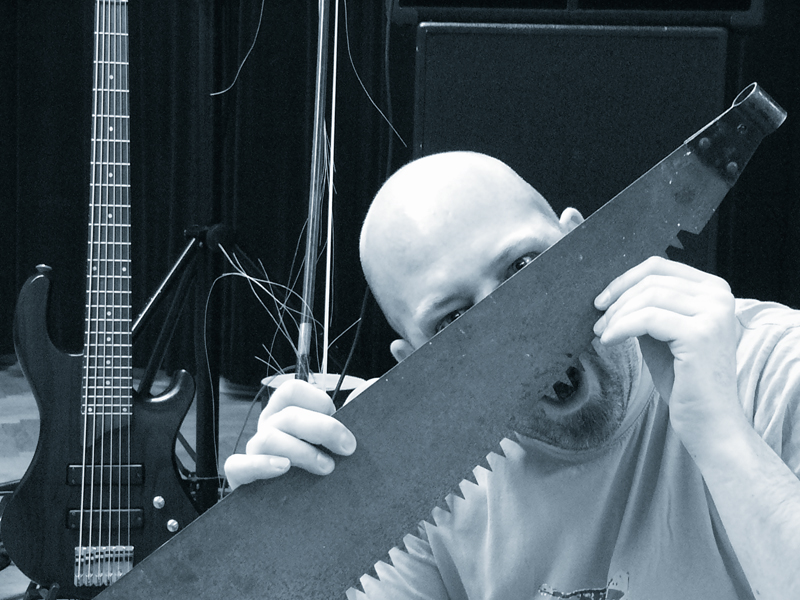
Matthias Hettmer

Interzone perceptible (abgekürzt IP) ist ein deutsches Ensemble für experimentelle Musik, das der Akkordeonist und Komponist Sven Hermann sowie der E-Bassist und Komponist Matthias Hettmer 2000 in Essen gründeten.

## Musikstil
Die Medien ordnen IP’s Musikstil meistens im Spannungsfeld Neue Musik / Industrial / Noise / Electronica ein, da das Akkordeon elektrifiziert (mikrophoniert und live-elektronisch manipuliert) wird, Effekte und Effektketten die beiden Instrumente E-Bass und Akkordeon erweitern, wodurch ein über das akustische Instrument gesteuerter elektroakustischer Grundklang entsteht, welcher oft hohe Lautstärken mit starkem geräuschhaftem Anteil aufweist. IP selbst bezeichnet sich als flexibles electroInstrumentales HybridOrgan, als ein musikalisches Chamäleon, da ein Klangkörper bewegt wird, der sowohl das Wesen eines akustischen Instrumentalensembles als auch alle Attribute konzertanter elektronischer Musik besitzt, Akkordeon und E-Bass aus dem Gesamtklang meist nur noch vereinzelt heraus hörbar sind und IP wie ein einziges Klangwesen wahrgenommen wird. Die Begriffe hybrid, flexibel und Chamäleon deuten sowohl auf die akustische Wandlungsfähigkeit des Klangkörpers hin – jedes Werk hat einen individuellen Sound – als auch auf das Nebeneinander verschiedener sich gegenseitig beeinflussender Arbeitsfelder.
Der Roman „Naked Lunch“ von William S. Burroughs diente als Quelle, der 2000 noch völlig undefinierten Plattform einen Namen zu geben, denn Interzone ist in diesem Roman ein Parallelort, der in der Realität nur bedingt existiert. Die Unschärfe dieses Ortes eignete sich hervorragend für die Definition einer von zwei Musikern gegründeten Arbeitsplattform, die noch nicht einmal zwangsläufig etwas mit Musik zu tun haben müsste. Die Perzeption war demnach das einzig Definierte, da eben nicht nur das Hören angesprochen wird, sondern alle Sinne gemeint sind.

## Geschichte
Gegründet wurde IP von dem deutschen Akkordeonisten und Komponisten Sven Hermann und dem deutschen E-Bassisten und Komponisten Matthias Hettmer. Entworfen wurde zunächst eine Arbeitsplattform, die eher dadurch definiert war, was nicht in den Schaffensbereich von IP fallen sollte, als das was konkret gemacht werden wird. Kompositionen zeitgenössischer Komponisten für die Duo-Besetzung akustisches Akkordeon und E-Bass gab es bis zum Jahre 2000 nicht bzw. kaum. Hermann und Hettmer, beide diplomierte an der Folkwang Hochschule Essen ausgebildete Musiker, betraten musikalisches Neuland: Sie begannen, sowohl Transkriptionen von Werken alter und junger Meister für Akkordeon und E-Bass zu erstellen (Henry Purcell, Erik Satie, John Cage) als auch für diese Besetzung Kompositionsaufträge zu erteilen. Schon bei der Transkriptionsarbeit begann IP mit dem Experiment, das Akkordeon elektroakustisch zu manipulieren und zu erweitern.

## Internationales Konzerttätigkeit
Ihre Musik führt IP auf internationale Filmfestivals wie das Science-Fiction-Film-Festival „Utopiales“ in Nantes (Frankreich), das Jeonju International Film Festival in Südkorea oder die StummFilmMusikTage in Erlangen (Deutschland).
Seit 2001 spielten IP in Zusammenarbeit mit dem Goethe-Institut Tourneen in den USA und Korea.
Im Eulenspiegel Filmtheater in Essen tritt IP jeden ersten Mittwoch im Monat auf. IP ist Initiator und künstlerischer Leiter dieser Stummfilm-Konzertreihe mit dem Titel „Live-Musik + StummFilm“. hier treten IP auch als Veranstalter in Erscheinung. 2002 war IP Initiator und künstlerischer Leiter von kopfHörer/experimentelle musik elektrovisuell in Bühl (Deutschland). Zahlreiche Auftritte in Deutschland, den Niederlanden, der Schweiz und Frankreich führten IP in den vergangenen Jahren auch auf Festivals für zeitgenössische Musik, darunter das Festival „Neue Musik Rümlingen“ (Schweiz) und das Festival „11.11.- Neue Musik“ in Delmenhorst. Regelmäßige Fernseh- und Rundfunkauftritte in Form von Interviews und Konzertmitschnitten wurden vom WDR, dem Deutschlandfunk, dem SWR, Radio Bremen und dem Saarländischen Rundfunk gesendet.

## Arbeitsfelder

### Stummfilmmusik
Schaffensschwerpunkt ist das Komponieren und Aufführen von Musiken zu Stummfilmen. Hier agieren Hermann und Hettmer sowohl als Komponisten als auch als Interpreten. Jeder kompositorische Gedanke in IPs Stummfilmmusiken wird von Hermann/Hettmer gemeinsam entwickelt, was nochmals den Begriff „HybridOrgan“ erklärt.
Stummfilme, zu denen IP Musik komponiert hat:
- Das Cabinet des Dr. Caligari (Robert Wiene, 1920)
- Paris schläft (Paris qui dort) (René Clair, 1925)
- Der Untergang des Hauses Usher (Jean Epstein, 1928)
- Die Passion der Jungfrau von Orléans (Carl Theodor Dreyer, 1928)
- Nosferatu – Eine Symphonie des Grauens (Friedrich Wilhelm Murnau, 1922)
- Der Golem, wie er in die Welt kam (Paul Wegener / Carl Boese, 1920)
- Ein andalusischer Hund (Luis Buñuel, 1929)
- Das goldene Zeitalter (Luis Buñuel, 1930)
- Entr’acte (René Clair, 1924)
- Metropolis (Fritz Lang, 1927)
- Der Student von Prag (Stellan Rye, 1913)
- Silhouettenfilme von Lotte Reiniger (Zehn Minuten Mozart, Papageno)
- Die Hintertreppe (Leopold Jessner / Paul Leni, 1921)
- Orlac’s Hände (Robert Wiene, 1924)
- Der letzte Mann (Friedrich Wilhelm Murnau, 1924)
- Das Ende der Welt (Verdens Undergang) (August Blom, 1916)
- Vampyr – Der Traum des Allan Grey (Carl Theodor Dreyer, 1932)
- Geheimnisse einer Seele (Georg Wilhelm Pabst, 1926)

### Konzertante Musik
Musiken ohne Stummfilm, also rein konzertante, beinhalten die Arbeitsfelder „Komponiertes Repertoire“, „konzeptionelle Improvisation“, „Performance“, „Klanginstallation“ und „Soundscape“.

#### Komponiertes Repertoire
IP arbeitet ständig in engem Kontakt mit Komponisten der experimentellen und Neuen Musik zusammen, regt neue Werke für elektrifiziertes Akkordeon, E-Bass und Live-Elektronik an. IP selbst bezeichnen einen Großteil der entstandenen Arbeiten als hard edged music.
Folgende Komponisten der zeitgenössischen Avantgarde schrieben für IP (Auswahl):
- Volker Heyn
- Gerhard Stäbler
- Kunsu Shim
- Jeff Kowalkowski
- Michael Rook
- Michael Maierhof
- Álvaro Carlevaro
- Manuel Hidalgo
- Antoine Beuger
- Marko Cicilliani
- Thomas Bruttger
- André Möller
- Daniel N. Seel
- Juliane Klein
- Eric Flesher

Zentrale Bedeutung im konzertanten Schaffen von IP spielen die „5-Sekunden-Stücke“, kurze, laute Kompositionen mit einer Gesamtdauer von maximal fünf Sekunden. IP selbst betiteln diese Musik mit „as cruel as possible, trash, hardcore, punk“, für elektrifiziertes Akkordeon, E-Bass und Live-Elektronik, mit/ohne Stimme, Komposition, konzeptionelle Improvisation, Performance, CD-Zuspielungen.
Bisher entstandene 5-Sekunden-Stücke (Stand Mai 2004):
- Hans Joachim Hespos: stitch (2002)
- Volker Heyn: outerzone (2002)
- Jeff Kowalkowski: Proooosla! (Performance, 2002)
- Michael Rook: burst (2002)
- Gerhard Stäbler: KopfFüßler (2002)
- Daniel N. Seel: Requiem (2002)
- Kunsu Shim: kurzschluss (2003)
- Martin Schüttler: porno (2003)
- Eric Flesher: Apparatus of Lies (2003)
- Juliane Klein: Für danach (2003)
- Man Bang Yi: Dassot Hannah (2003)
- Sven Hermann: FILE (Performance, 2003)
- Matthias Hettmer: Timmy (2004)
- Amnon Wolman: 55 mph (2004)

#### Konzeptionelle Improvisation und Performance
Grundlage der konzeptionellen Improvisation ist ein komponiertes Konzept, quasi ein Skelett einer Komposition, entlang dem Hermann und Hettmer auf ihren Instrumenten Akkordeon und E-Bass auf der Bühne improvisieren, was IP als Live-Komponieren bezeichnet.
- inner loops ]Körperzeit[ (IP, 2000)
- Ich spürte… (IP, 2000)
- verklebte schichten (IP, 2000)

Eine Performance von IP ist der konzeptionellen Improvisation gleichzusetzen, nur dass das Stück nicht auf den Instrumenten gespielt wird, sondern außermusikalische Ausdrucksformen als Träger der Komposition dienen, beispielsweise körperliche Aktionen und Gesten im Raum.
- Pyrethrum (IP, 2000)
- Splitterbruch → (IP, 2000)
- Proooosla! (Jeff Kowalkowski, 2002)
- FILE (Sven Hermann, 2003)

#### Klanginstallation
IP projiziert eine Klanginstallation über Lautsprecher mehrkanalig in den Raum, wodurch Klänge durch gezieltes Miteinbeziehen der raumspezifischen akustischen Begebenheiten objekthaften Charakter bekommen und somit der Raum akustisch begehbar gemacht wird. IP verwendet Klanginstallationen, um die Live-Atmosphäre eines Konzerts über ihre Ränder hinaus zu erweitern, beispielsweise vor dem Konzert, in der Pause oder nach dem Konzert.
- Splitterbruch ← SUPPORT (IP 2000)
- Holstenwall (IP 2002)
- prélude (IP 2002)

#### Soundscape
Das Arbeitsfeld Soundscape unterteilt IP in zwei Kategorien:

##### Soundscape ]Musique en tapisserie[
Musique en tapisserie (frz.: „Tapetenmusik“) ist ein Begriff von Erik Satie. Eine Tapetenmusik ist so komponiert, dass sie unaufdringlich, ohne formalen Prozess, ohne Anfang und Ende konsumiert wird, so wie man eine Tapete an der Wand betrachtet oder Möbel in einem Zimmer. Satie prägte in diesem Zusammenhang auch den begriff musique d'ameublement (frz.: „Einrichtungsmöbel-Musik“).
- Jeffrey and the sirens (IP 2001)
- syncModus (IP 2003)
- prèsogtaliyc (IP 2004)

##### Formal soundscape (FS)
IP versteht den FS als einen Zwitter. Kompositorisch formale Prozesse, die dem Soundscape eigentlich fremd sind, werden wieder mit einbezogen. Dennoch kann der FS nicht als absolute elektroakustische Musik oder als Klanginstallation verstanden werden. Vielmehr wird das, was IP als Nicht Absolut bezeichnet, von IP künstlerisch genutzt, Vermittlerfunktionen zu übernehmen wie beispielsweise zwischen dem Konzertbesucher und der bevorstehenden Aufführung.
- voyage (IP 2001)

## Diskografie
- Interzone perceptible plays hespos, 2004 artists own / AOL 3003 / NRW Vertrieb

## Fernsehproduktion
- Die Stummfilmvertoner, WDR 11. Oktober 2005